# Rafael Quirós
Rafael Quirós, (Lima, Provincia de Lima, Perú, 29 de agosto de 1910 - Lima, Provincia de Lima, Perú, 2 de marzo de 2012) fue un futbolista e ingeniero civil peruano. Se desempeñaba en la posición de defensa. Fue un reconocido dirigente, a tal punto que es considerado por muchos como el mejor presidente en la historia del club Universitario de Deportes, además de un reconocido historiador de la institución.  

## Trayectoria
Nació en Lima, en 1910, fue hijo de Francisco Quirós Vega y de Victoria Salinas Pérez. Hizo sus estudios escolares en el Colegio San Agustín. Estudió en la Universidad Nacional de Ingeniería. De profesión Ingeniero Civil. Fue sobrino del presidente de la Federación Peruana de Fútbol y de la Confederación Sudamericana de Fútbol Teófilo Salinas Fuller.
Comenzó a jugar en la Federación Universitaria (actualmente Universitario de Deportes) en 1929, como lateral derecho. Desde la reserva crema observó el primer título oficial de la «U» como campeón del Campeonato Peruano de Fútbol de 1929. El 7 de julio de 1931, participó en lo que sería su único clásico del fútbol peruano, siendo por esa época, también miembro de la junta directiva y capitán del equipo de reservas.
En 1935, debido a que en un partido entre facultades universitarias se rompió la pierna (con fractura de tibia y peroné) y tuvo que estar seis meses enyesado, dejó la práctica del fútbol y se dedicó a su carrera y a la construcción de carreteras en el Perú. Por algunos años, alejado de las canchas y de la dirigencia deportiva, fue llamado por Plácido Galindo en 1962 para asumir la presidencia de Universitario de Deportes, la misma que ostentó durante diez años consecutivos.
En este periodo, de 1963 a 1973, la «U» se consolidó como institución, logrando cinco campeonatos nacionales (1964, 1966, 1967, 1969, 1971) y el subcampeonato de la Copa Libertadores 1972. Se logró además la adquisición de un terreno de 520 000 metros cuadrados en las playas al sur de Lima, que se denominaría Campo Mar - U. Posteriormente en 1983, asumió nuevamente la presidencia del cuadro merengue, obteniendo el campeonato de 1985. Dedicado a reunir datos de Universitario de Deportes, escribió obra La U y su Historia, también fue creador de la frase: Ante todo Dios, la Patria, la familia y la U.

## Clubes
| Club                      | País | Año         |
| ------------------------- | ---- | ----------- |
| Universitario de Deportes | Perú | 1929 - 1935 |